# Кругляни
Кругляни (пол. Kruglany) — село в Польщі, у гміні Кузьниця Сокульського повіту Підляського воєводства.
Населення — 90 осіб (2011).
У 1975-1998 роках село належало до Білостоцького воєводства.

## Демографія
Демографічна структура станом на 31 березня 2011 року:
|          | Загалом | Допрацездатний вік | Працездатний вік | Постпрацездатний вік |
| -------- | ------- | ------------------ | ---------------- | -------------------- |
| Чоловіки | 47      | 8                  | 33               | 6                    |
| Жінки    | 43      | 11                 | 22               | 10                   |
| Разом    | 90      | 19                 | 55               | 16                   |